# Lagarta

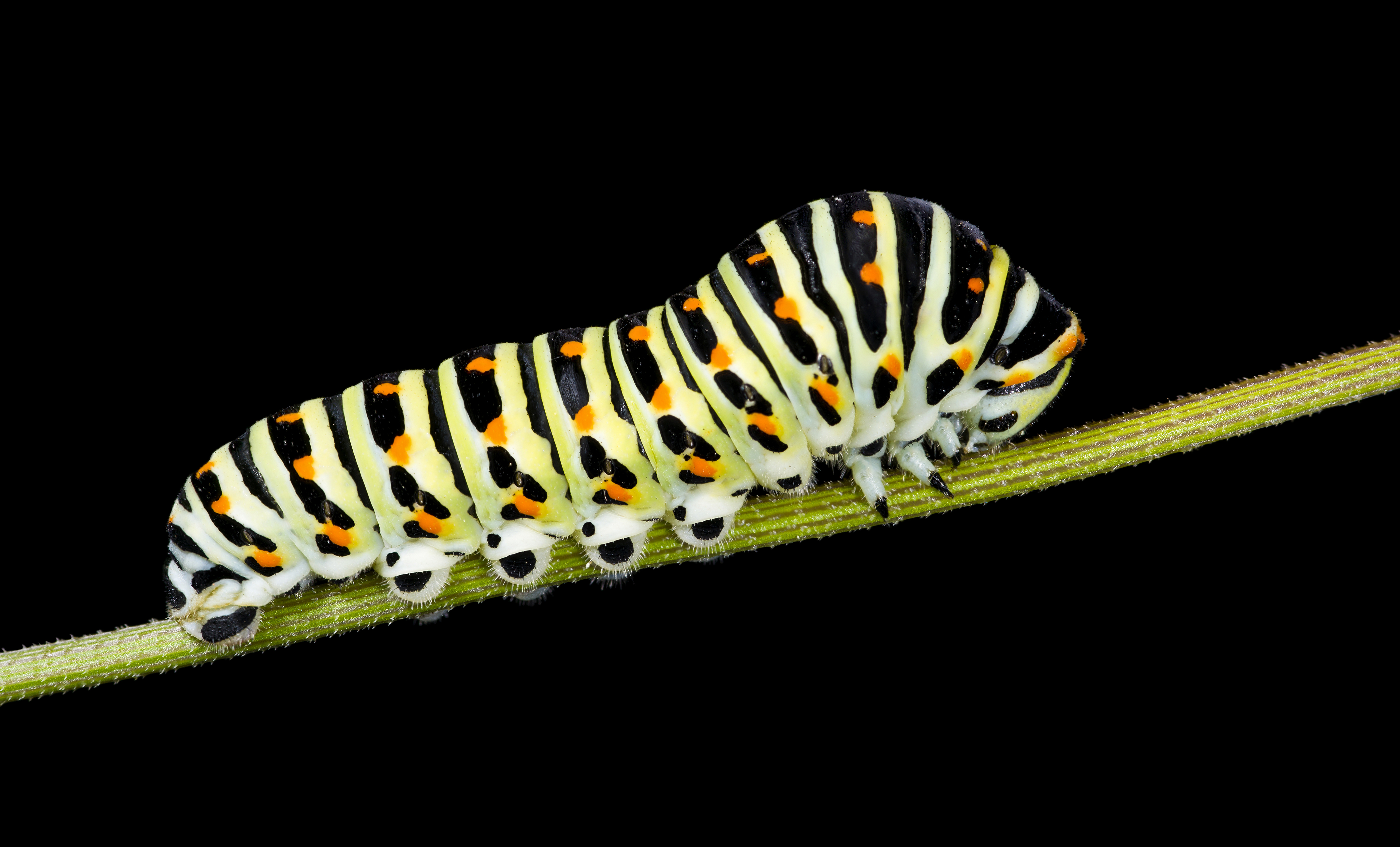
Lagarta da espécie Papilio machaon

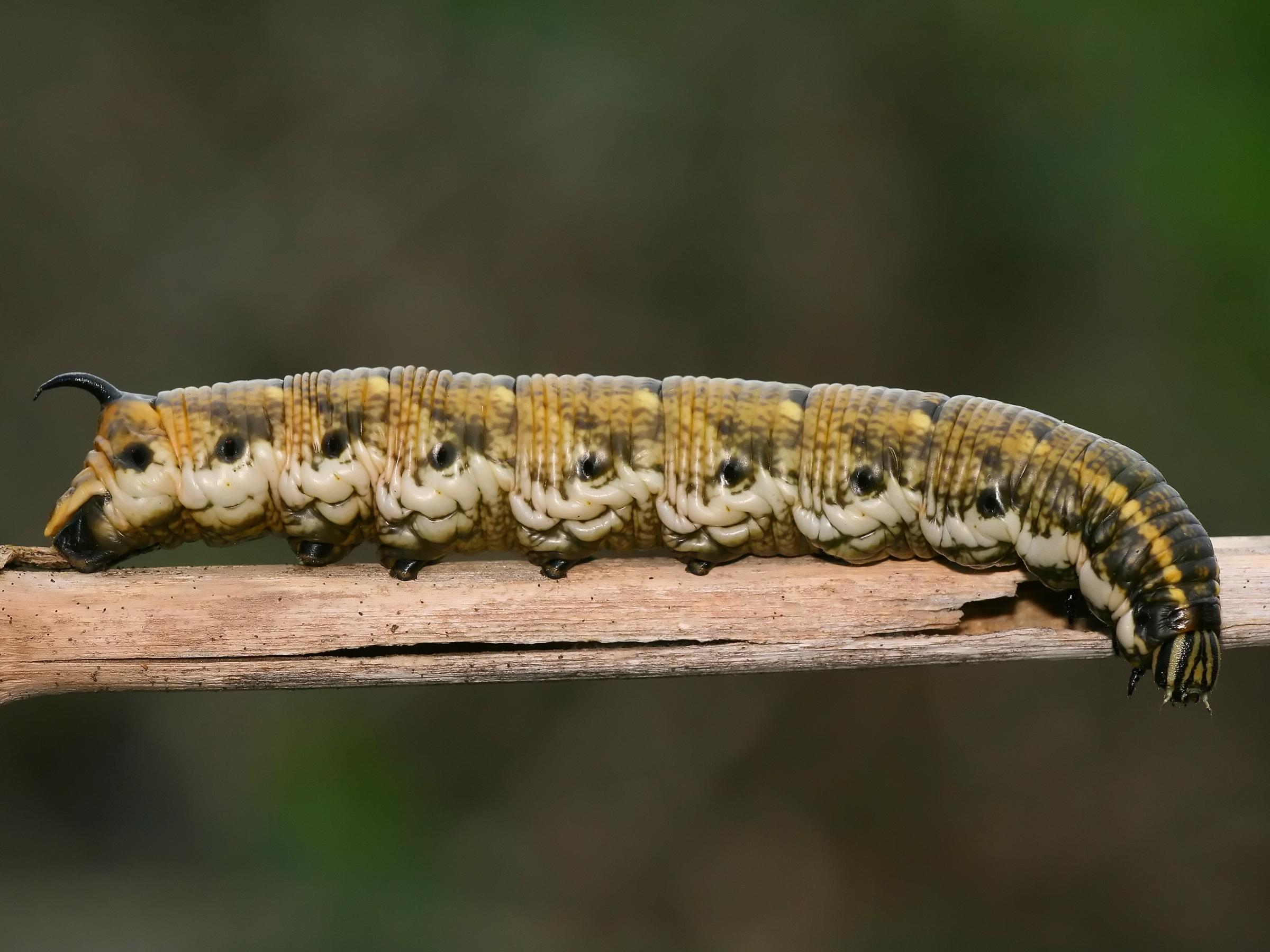
Agrius convolvuli

Na linguagem popular, lagarta é o nome para o primeiro estágio larval dos insetos da ordem dos Lepidoptera (a ordem de insetos contendo borboletas e mariposas). As lagartas da maioria das espécies são herbívoras (folívoras), mas não todas; algumas (cerca de 1%) são insectívoras, até mesmo canibais. Algumas se alimentam de produtos animais; por exemplo, as larvas das traças-das-roupas se alimentam de lã, e as larvas de Ceratophaga vastella se alimentam dos cascos e chifres de ungulados mortos. Ao eclodirem do ovo, as lagartas passam a alimentar-se vorazmente, até atingirem a fase de pupa ou crisálida, que originará o inseto adulto.
O termo lagarta vem do latim vulgar lacarta, do latim lacerta, que significa lagarto; em algum momento, a larva teria sido comparada ao lagarto. Assim como todos os nomes comuns, a aplicação da palavra "lagarta" é arbitrária, visto que as larvas da ordem Symphyta são eventualmente chamadas de lagartas também. Ambas as larvas de lepidópteros e de sínfitos possuem a forma corporal eruciforme.

## Descrição

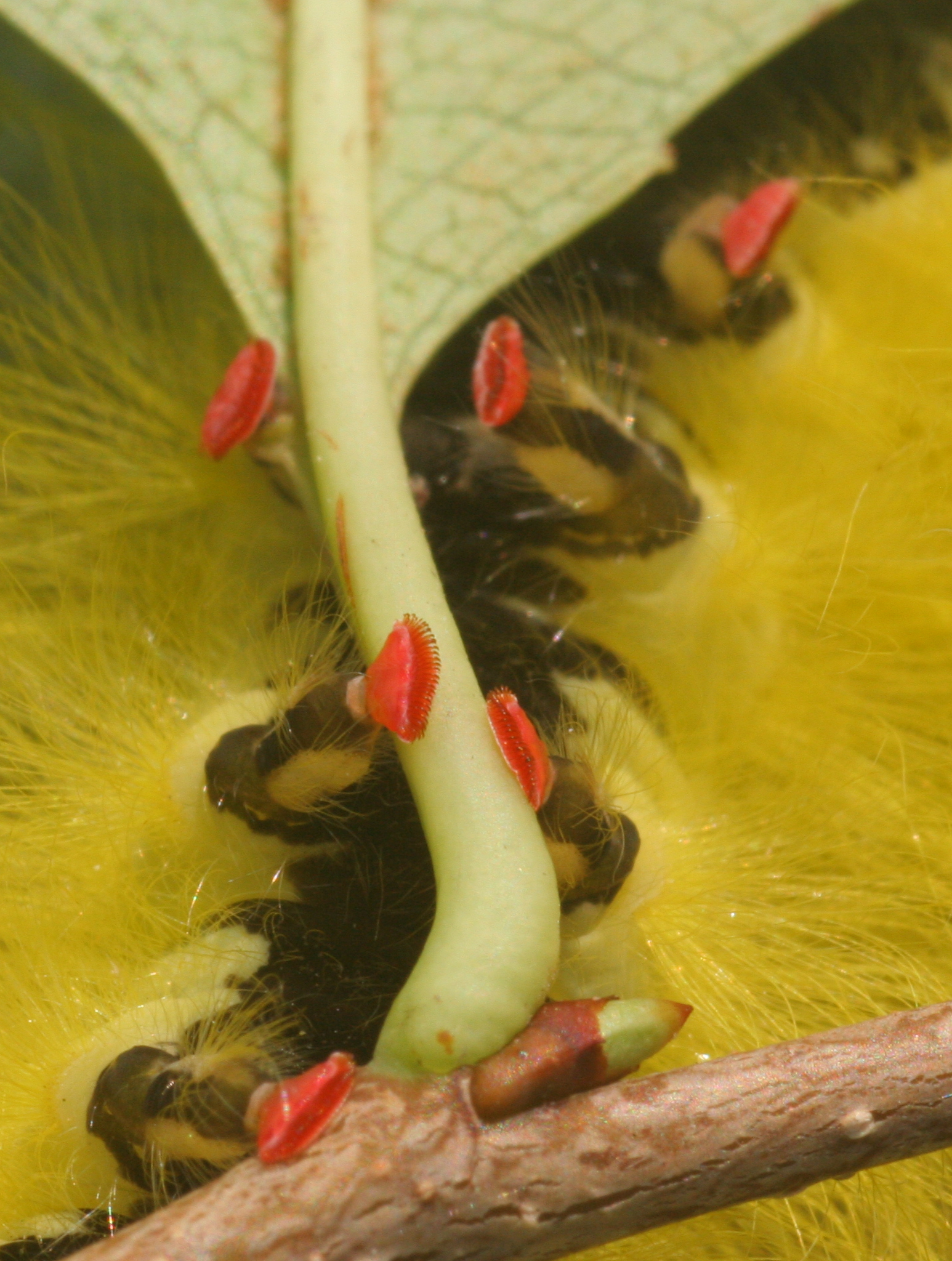
Crochetes.

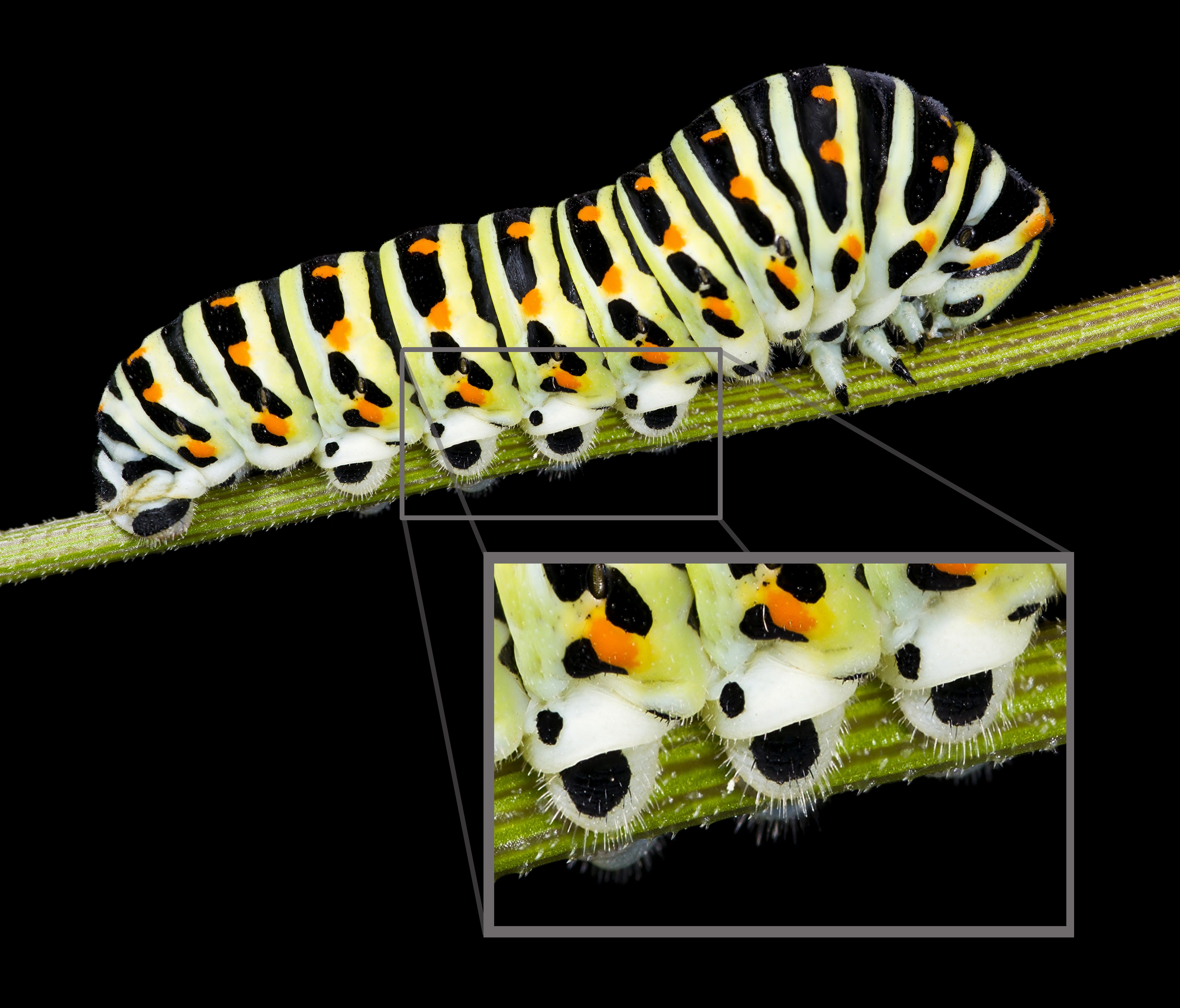
Patas falsas de Papilio machaon

No geral, as lagartas têm um corpo cilíndrico e mole, que pode crescer rapidamente entre as mudas. Seu tamanho varia entre as espécies e ínstares (mudas) de cerca de 1 mm até 14 cm. O corpo das lagartas é longo e dividido em segmentos: os três primeiros segmentos formam o tórax e os outros dez ou onze, o abdômen.
Cada um dos segmentos do tórax tem um par de pernas articuladas e com garras: são as verdadeiras pernas. Os segmentos abdominais geralmente têm de dois a cinco pares de patas falsas ou pseudopatas: protrusões membranosas da cutícula, geralmente semelhantes a lóbulos e apresentando, cada uma, um círculo de pequenos ganchos esclerotizados, também chamados de crochetes.
Há uma semelhança superficial entre as lagartas e as larvas dos sínfitos, uma subordem dos insetos himenópteros, mas que se distinguem deles pela presença de sete pares de pseudopatas nas larvas de Symphyta, enquanto lepidópteros apresentam no máximo cinco pseudopatas. Os sínfitos também não apresentam crochetes.
As lagartas, como todos os insetos, respiram por meio de um sistema de traqueias. O ar entra através de 9 pares de pequenos orifícios tegumentares, chamados de espiráculos ou estigmas respiratórios. Dentro do corpo, todos os espiráculos se conectam a uma rede de tubos respiratórios que se ramificam nas traqueias e fornecem oxigênio diretamente às células.
A cabeça da lagarta é constituída por uma cápsula resistente e esclerosada. Na maioria das espécies, a cabeça é formada por dois hemisférios, entre os quais se insere uma testa triangular. Os órgãos visuais das lagartas são estemas, também denominados ocelos larvais e que, apesar do nome, não são homólogos aos ocelos. Esses órgãos se localizam na cabeça em uma série de seis estemas, cada um com numerosos fotorreceptores e células nervosas associadas. Em geral, os estemas possuem alta sensibilidade à luz, mas com um poder de resolução relativamente baixo. Algumas lagartas aumentam seu campo de visão e preenchem as lacunas entre as direções detectadas por estemas adjacentes por movimentos exploratórios da cabeça.
Em relação à posição do aparelho bucal, com exceção das lagartas mineiras (Leucoptera malifoliella), que têm a cabeça mais ou menos prognata, as lagartas são hipognatas, isto é, apresentam a cabeça em plano vertical e as peças bucais localizadas ventralmente. As lagartas possuem mandíbulas bem desenvolvidas e fortes, adaptadas para à mastigação e trituração.
Algumas são capazes de detectar vibrações, geralmente em uma frequência específica. Lagartas da mariposa Drepana arcuata (Drepanoidea) produzem sons para defender seus ninhos de seda de outros membros da mesma espécie.

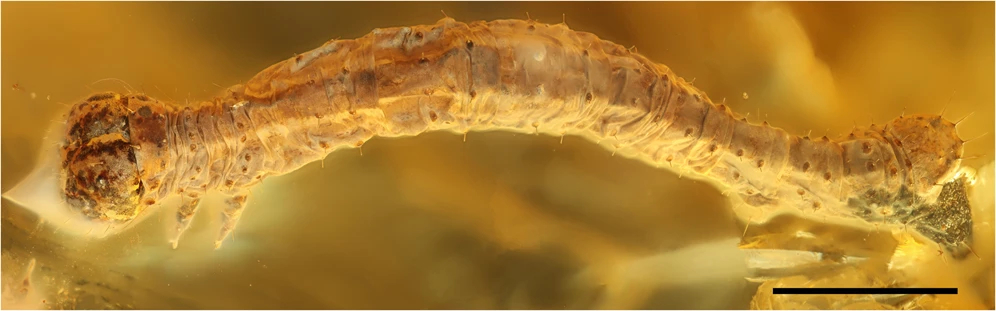
Eogeometer vadens, o primeiro fóssil da lagarta da mariposa Geometridae encontrado no âmbar no Báltico.

### Fósseis
Em 2019, um fóssil de lagarta da mariposa Geometridae, datado da época do Eoceno, aproximadamente 44 milhões de anos atrás, foi encontrada preservada em âmbar no Báltico. Foi descrito como Eogeometer vadens. Anteriormente, outro fóssil datando de aproximadamente 125 milhões de anos foi encontrado no âmbar no Líbano.

## Defesas

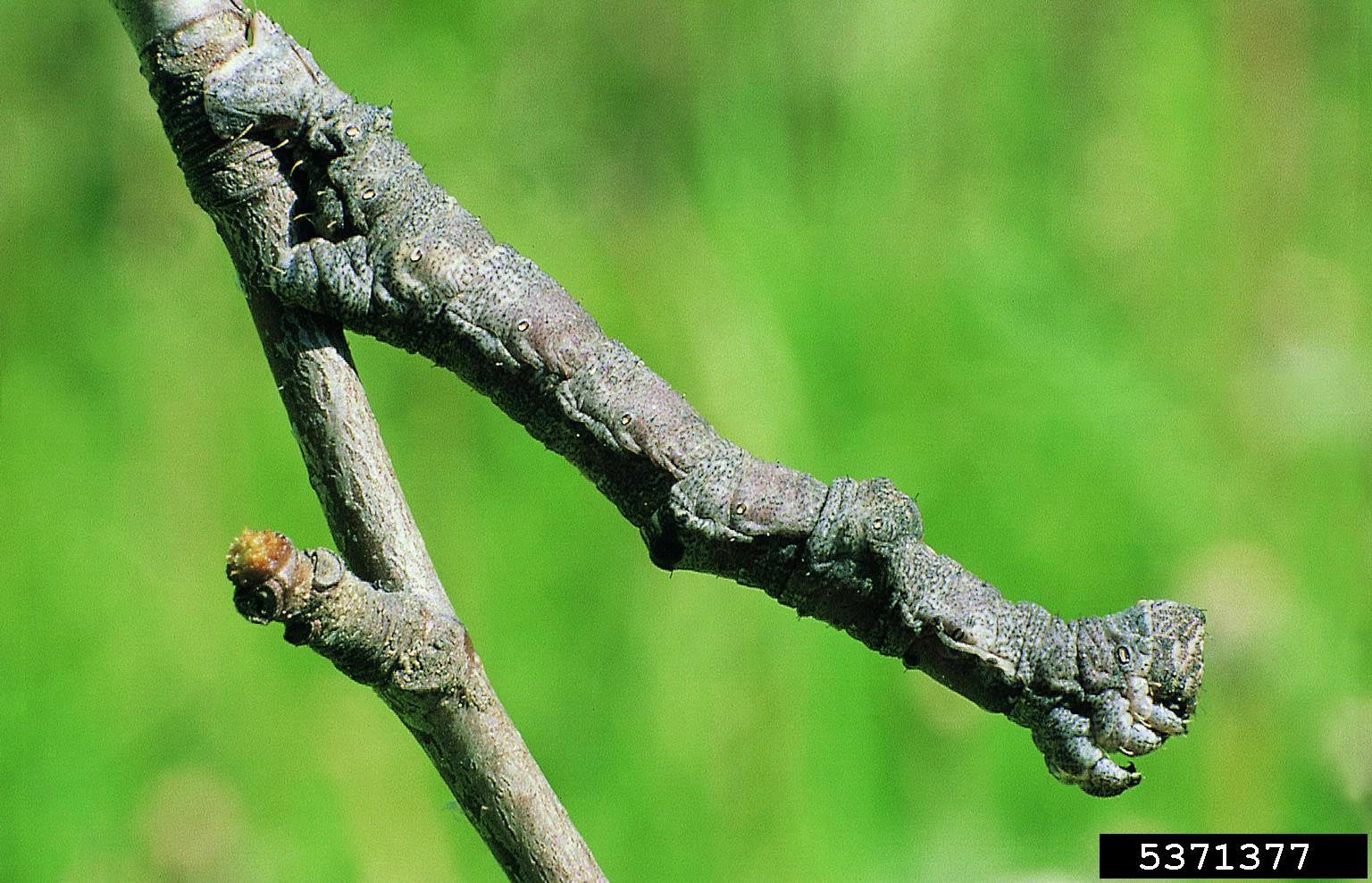
Lagarta Hypomecis roboraria imitando um galho.

Muitos animais se alimentam de lagartas, que são ricas em proteínas. Como consequência, as larvas dos insetos lepidoptéricos possuem diversos mecanismos de defesa contra diversos predadores, parasitoides e também condições ambientais desfavoráveis. As estratégias variam desde mecanismos bem simples até alguns extremamente complexos e envolvem aparência, características físicas, comportamento e compostos químicos, muitas vezes com a combinação de diferentes tipos.
Muitas lagartas desenvolveram defesas contra condições físicas como condições ambientais frias, quentes ou secas. Algumas espécies árticas como Gynaephora groenlandica têm comportamentos especiais de exposição ao sol e agregação além de adaptações fisiológicas para permanecer em um estado de dormência durante o inverno.

### Aparência

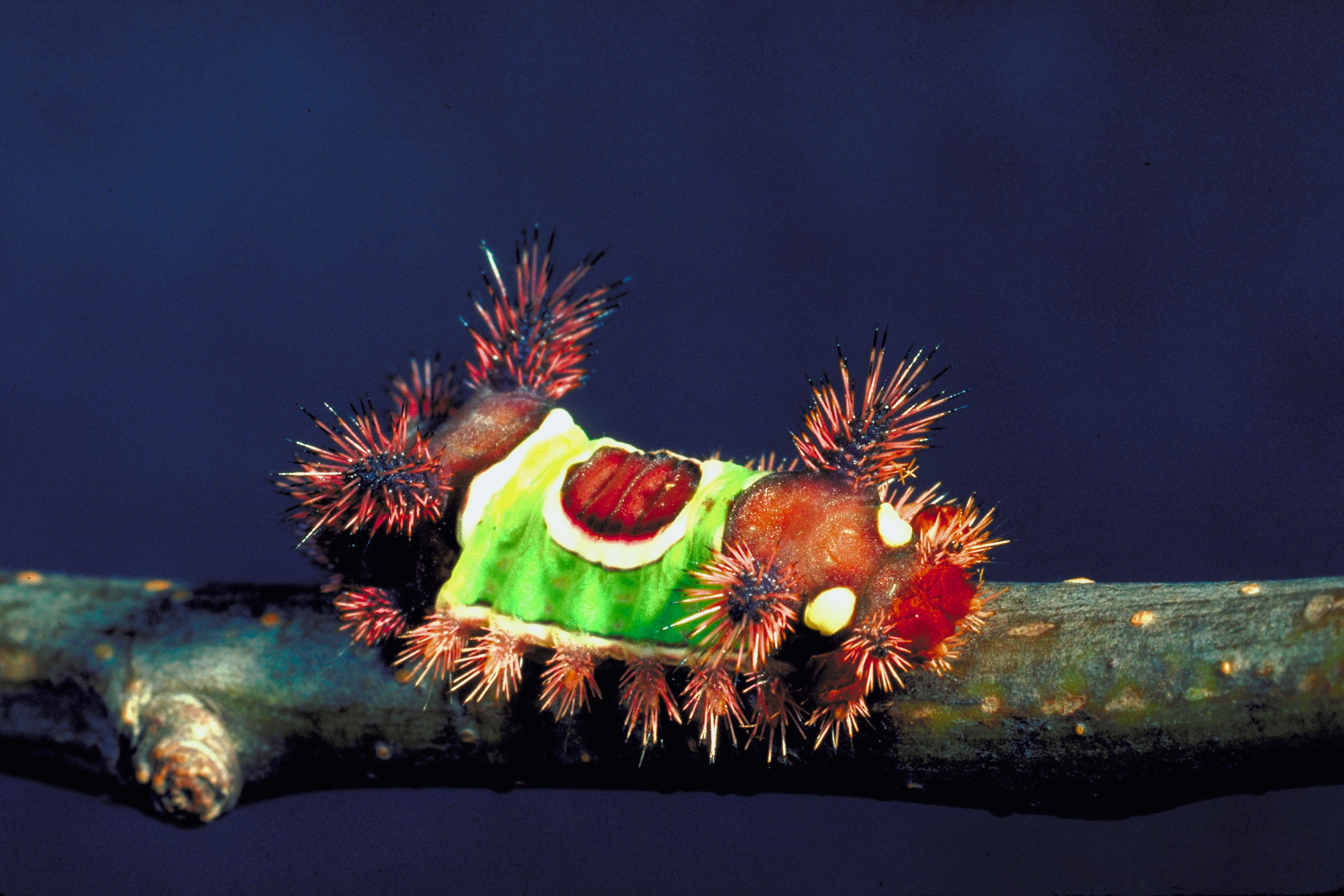
A lagarta Acharia stimulea tem pelos urticantes e coloração apossemática.

Muitos mecanismos de defesa envolvem a aparência, de modo a afastar os inimigos, fazendo com que certas partes do corpo pareçam maiores e mais ameaçadoras. Nesses casos, elas possuem diversos mecanismos de defesa: cores chamativas (apossemáticas), como aviso de perigo, cores miméticas (imitam outras espécies), cores homocrômicas (para a camuflagem).
Algumas lagartas são, de fato, venenosas, apresentando cores chamativas como uma forma de alertar possíveis predadores de seus efeitos intoxicantes e desagradáveis, esse fenômeno é denominado apossematismo.
As lagartas que se misturam ao ambiente muitas vezes conseguem escapar da detecção de predadores e parasitas. Essa tática, chamada de coloração críptica, envolve não apenas combinar as cores do fundo, mas também interromper o contorno do corpo, eliminando realces reflexivos de superfícies lisas do corpo e evitando movimentos repentinos que possam trair a localização.

Outras se imitam objetos do ambiente ou outras espécies, como a lagarta Hypomecis roboraria, que um mimetiza um galho de árvore. Isso vai muito além da imitação de partes da planta: algumas lagartas se assemelham a matéria fecal de pássaros, outras têm grandes manchas semelhantes a olhos no tórax, que criam uma imitação convincente da cabeça de uma cobra.

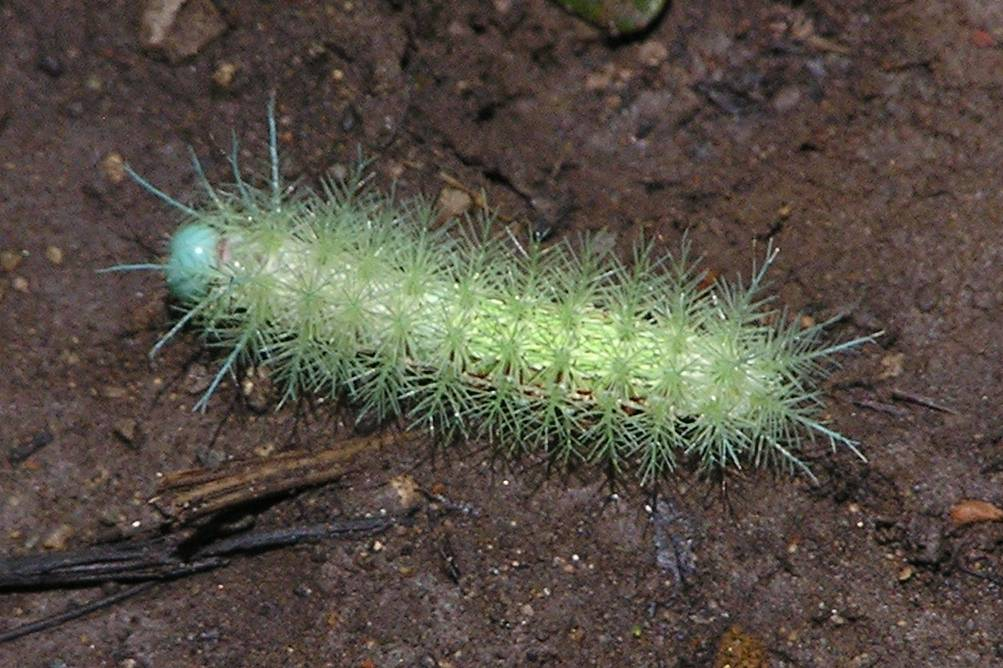
Lagarta peluda de Costa Rica. As cerdas espinhosas são um mecanismo de autodefesa

### Defensas químicas
Algumas larvas de lepidópteros adotam defesas químicas, apresentando espinhos, protuberâncias ou pelos urticantes que contêm substâncias que causam irritação dérmica. Apesar disso, alguns pássaros, como os cucos, conseguem comê-los. Outras lagartas obtêm toxinas das plantas que comem, o que lhes dá um sabor desagradável que repele a maioria dos predadores. Por exemplo, as lagartas da mariposa Utetheisa ornatrix usam alcaloides pirrolizidínicos obtidos através da planta Crotalaria. Possivelmente, o exemplo mais extremo de toxicidade é o das taturanas (Lonomia), da família Saturniidae, encontradas na América do Sul. O veneno injetado pelos espinhos da lagarta é um poderoso anticoagulante, que pode causar hemorragia e até a morte.

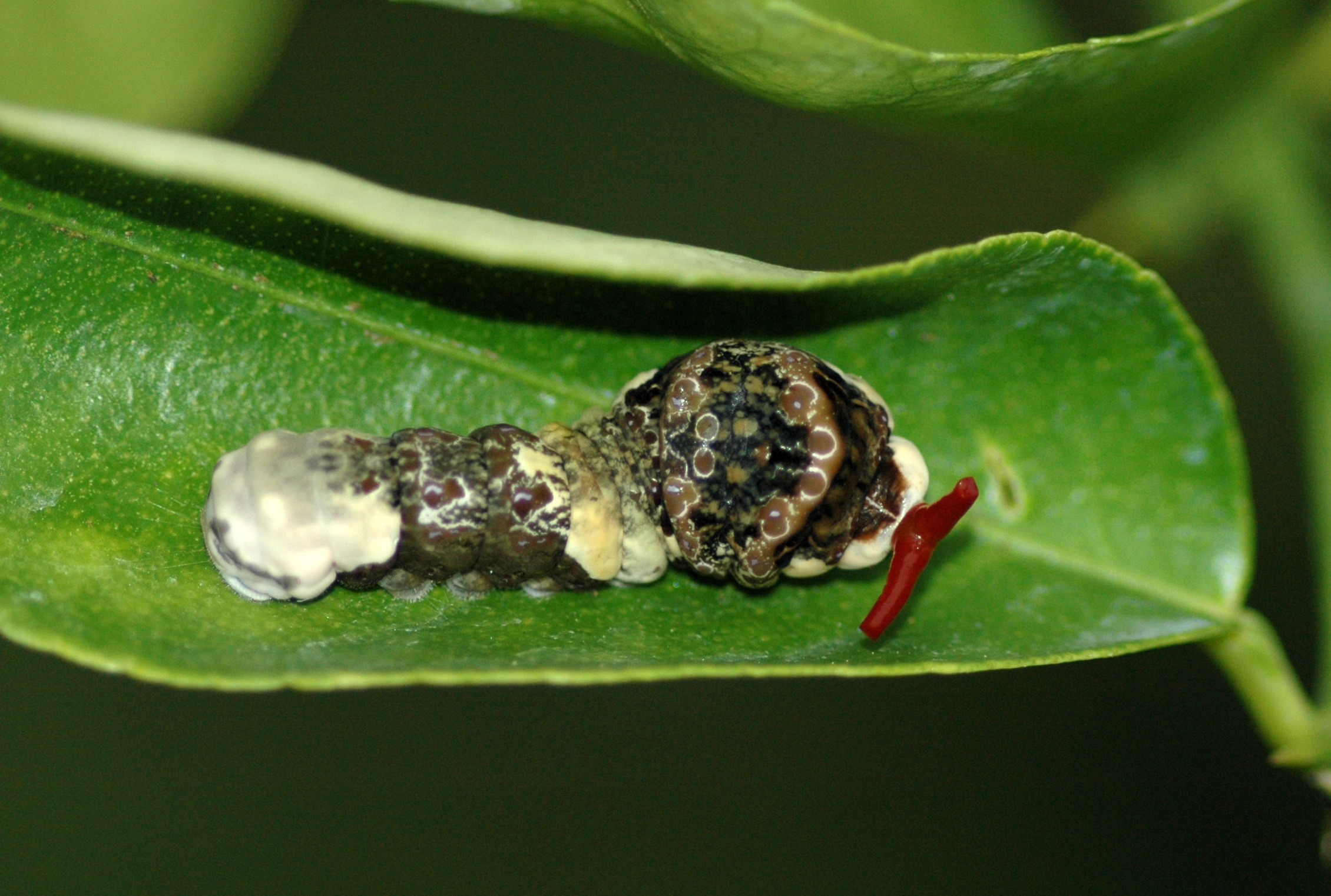
Lagarta Papilio cresphontes protaindo seu osmetério como mecanismo de defesa

Muitas lagartas da família dos papilionídeos possuem glândulas odoríferas em apêndices larvais chamados osmetérios. O osmetério, glândula localizada no pronoto, com função de defesa contra os predadores, permanece retraída no pronoto, sendo protraída em qualquer ínstar quando se sentem ameaçadas.
Outras vomitam sucos digestivos ácidos para se defenderem dos inimigos. Ao serem atacadas, essas lagartas lançam um líquido verde de plantas semi-digeridas, com de cheiro e sabor desagradáveis para predadores. Todavia, essa regurgitação defensiva possui um custo às lagartas, podendo retardar seu crescimento, reduzindo suas taxas de sobrevivência.

### Outros mecanismos de defesa

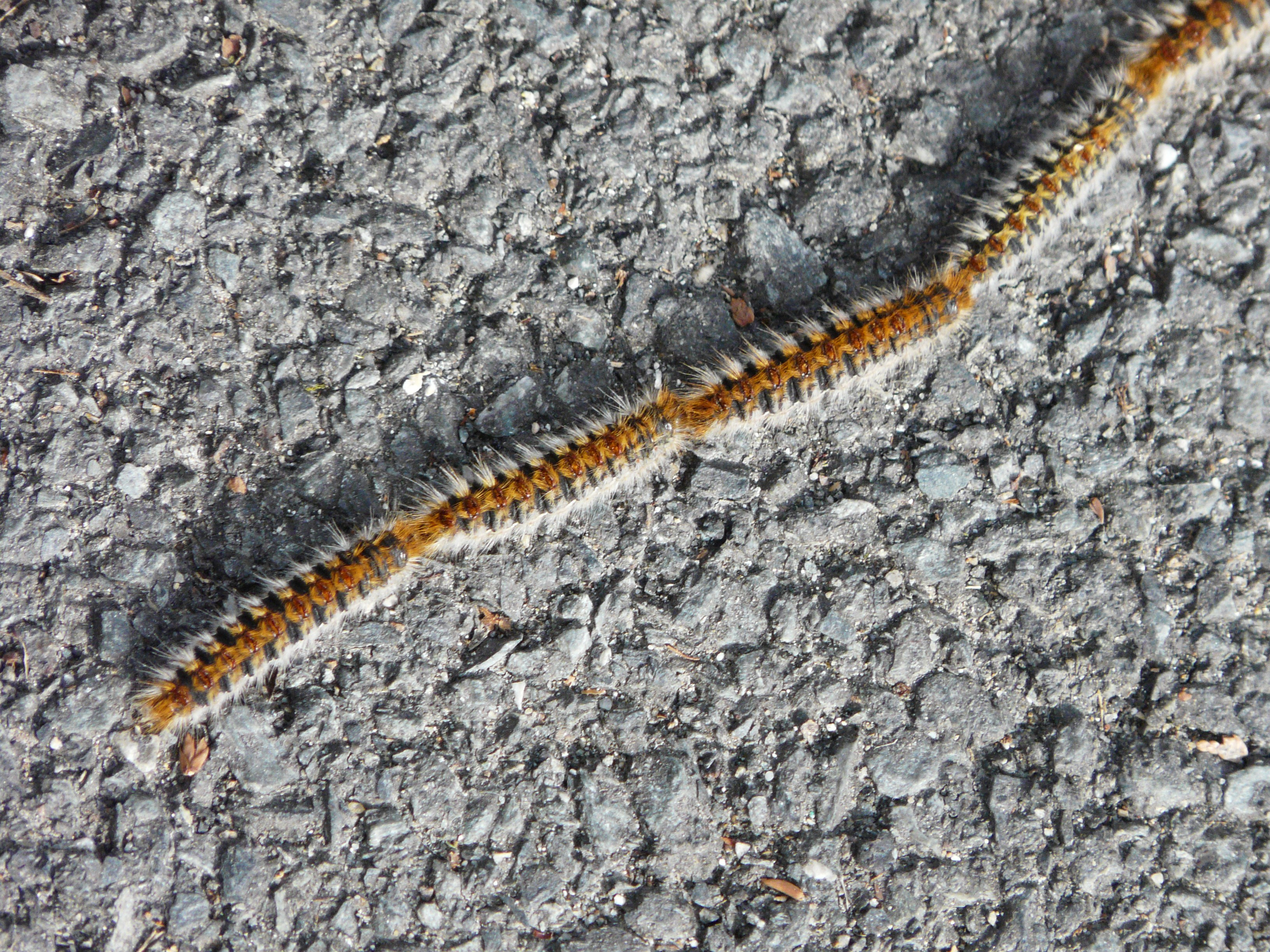
Lagartas-processionárias-do-pinheiro formando um trem

As lagartas da família Sphingidae têm uma extensão ou "chifre" caudal, que serve para espantar vespas predadoras e moscas parasitoides. Outras lagartas produzem um fio de seda pelo qual se penduram em um galho quando se sentem em perigo. Uma espécie (Amorpha juglandis) emite apitos agudos que podem assustar os pássaros.
Algumas lagartas obtêm proteção por meio da associação com formigas. As borboletas da família Lycaenidae são bem conhecidas por esse estilo de vida. Eles se comunicam com seus protetores por meio de vibrações e também por meios químicos e geralmente os compensam com um néctar que produzem com glândulas especiais. Outras espécies são simplesmente parasitas e não recompensam as formigas de forma alguma.
Algumas lagartas são gregárias; a formação de grandes agregações possivelmente reduz os níveis de predação e parasitação. Os grupos multiplicam o efeito da coloração apossemática, e os indivíduos podem participar em regurgitação em grupo ou exibições. Lagartas-processionárias-do-pinheiro (Thaumetopoea pityocampa) costumam formar um longo trem para se moverem por entre as árvores e o solo. A cabeça da primeira lagarta é visível, mas as outras cabeças podem parecer escondidas. As lagartas Malacosoma disstria se aglomeram durante os períodos de frio.

## Comportamento

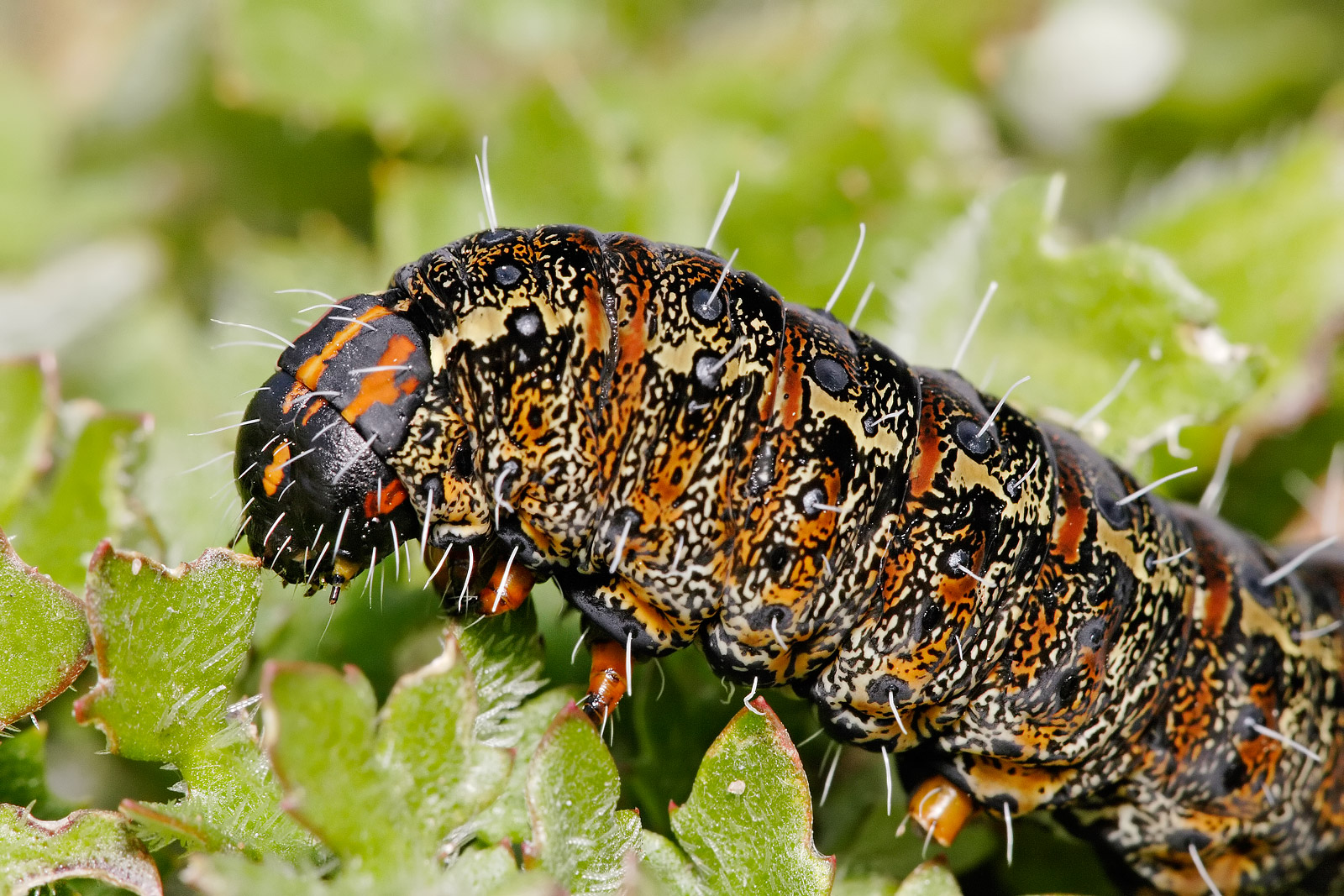
Uma lagarta de Apina callisto alimentando-se de capim

As lagartas crescem muito rapidamente. A maioria das espécies troca de pele quatro ou cinco vezes conforme seus corpos crescem e, eventualmente, entram em um estágio de pupa ou crisálida antes de se tornarem adultas. O período entre duas mudas é chamado ínstar. Geralmente, as lagartas alimentam-se vorazmente e podem atingir tamanhos de mais de 10 cm, embora o inseto adulto raramente chegue a essas dimensões. Uma adaptação que permite que eles comam tanto é um mecanismo em um intestino médio especializado que transporta rapidamente íons para o lúmen (cavidade do intestino médio), para manter o nível de potássio mais alto na cavidade do intestino médio do que na hemolinfa.

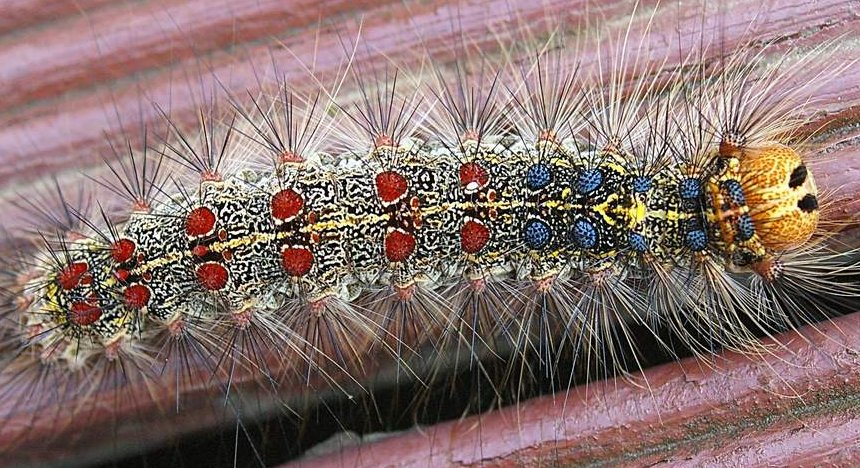
Lagarta-cigana

A maioria das lagartas é essencialmente fitófaga; muitas estão restritas a se alimentar de uma espécie de planta, enquanto outras são polífagas. Algumas, como a traça das roupas, se alimentam de detritos. Outras são frugívoras, granívoras, ou polinífagas.  Algumas são predadoras e podem atacar outras espécies de lagartas (por exemplo, Eupithecia havaiana). Outras se alimentam de ovos de outros insetos, pulgões, cochonilhas ou larvas de formigas. Algumas são parasitas de outros insetos, como cigarras. Algumas lagartas Hyposmocoma molluscivora usam armadilhas de seda para capturar caracóis.
Muitas lagartas são noturnas. Por exemplo, as larvas da família Noctuidae se escondem na base das plantas durante o dia e se alimentam apenas à noite. Outras, como as larvas da mariposa-cigana (Lymantria dispar), mudam seus padrões de atividade dependendo da densidade e do estágio larval, com alimentação mais diurna nos primeiros instares.

## Impactos econômicos

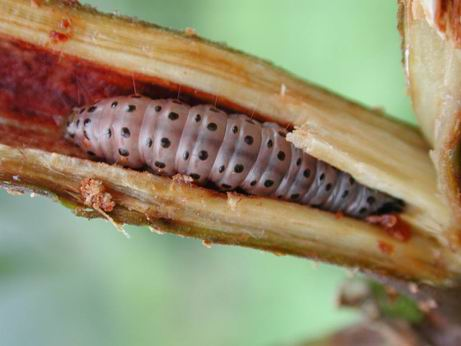
Hypsipyla grandela

As lagartas causam muitos danos, principalmente ao comer folhas. A propensão para danos é aumentada por práticas agrícolas de monocultura, especialmente onde a lagarta é especificamente adaptada à planta hospedeira sob cultivo. A lagarta do algodão, por exemplo, causa enormes prejuízos. As lagartas têm sido alvo de controle de pragas por meio do uso de agrotóxicos, controle biológico e práticas agronômicas, mas muitas espécies se tornaram resistentes aos pesticidas. Toxinas bacterianas, como as de Bacillus thuringiensis, que evoluíram para afetar o intestino dos lepidópteros, têm sido utilizadas em pulverizações de esporos bacterianos, extratos de toxinas e também incorporando genes para produzi-los nas plantas hospedeiras. No entanto, essas abordagens se tornam ultrapassadas ao longo do tempo pela evolução dos mecanismos de resistência dos insetos.
As plantas possuem mecanismos de resistência à herbivoria, incluindo a evolução de toxinas químicas e barreiras físicas. Incorporar a resistência da planta hospedeira por meio do melhoramento genético é outra abordagem usada para reduzir o impacto das lagartas nas plantas cultivadas.
No entanto, nem todas as lagartas são prejudiciais. O bicho-da-seda, por exemplo, ao passar a pupa, constrói o seu casulo com seda. Muitas lagartas fazem parte da alimentação de vários povos, um exemplo é a mandorová, que é considerada uma iguaria em países como Botsuana, África do Sul e Zimbábue.

## Saúde humana
As cerdas de algumas espécies de lagarta possuem glândulas responsáveis pela produção de veneno que, em contato com a pele humana, pode causar sérios problemas de saúde. Espécies de lagarta de aproximadamente 12 famílias de lepidópteros em todo o mundo podem causar ferimentos graves em humanos, desde dermatite urticariforme e asma atópica, até osteocondrite, coagulopatia de consumo, insuficiência renal e hemorragia intracerebral.
A exposição resulta em sintomas, incluindo: efeitos locais (dermatite), dor local, e efeitos sistêmicos, incluindo anafilaxia, dependendo da espécie.
Lepidopterismo da lagarta é um irritante tóxico cuja reação é desencadeada pela liberação de histamina taumetopoeína e outras quininas dos cabelos de lagartas e borboletas.10 Na Europa central, as duas principais causas de dermatite de lagarta são a lagarta processionária de carvalho e pinheiro.10 Foi observado que os pacientes podem desenvolver reações cutâneas, conjuntivite, bronquite e, em alguns casos, reações anafiláticas.10 Com exceção das alergias a veneno de abelha e vespa, as reações alérgicas do tipo imediato a mosquitos, moscas, carrapatos, percevejos, mariposas, lagartas e aranhas são raro.11
As propriedades urticantes ocorrem devido a um líquido que preenche o interior dos pelos ocos. Quando a cerda penetra a pele, o líquido é liberado e causa irritação.
Os acidentes se manifestam por dor intensa imediata, eritema, edema, vesículas, bolhas, erosões, petéquias, necrose superficial cutânea, ulcerações e linfangite (Figuras 3, 5 e 6). O comprometimento ocular pode levar a conjuntivites, ceratites e iridociclites.1,2,10,11 A presença de sensibilização pode causar rinite e asma. Em raras ocasiões os contatos podem resultar em problemas mais sérios, como arritmias, dor torácica, dispnéia, distúrbios hemorrágicos, neuropatias periféricas, choque, paralisia de membros e convulsões.10,11 Os principais sinais e sintomas em 90% dos envenenamentos são dor intensa e edema e eritema locais, que não são proporcionais à dor observada.
Manifestações cutâneas e de hipersensibilidade são as mais comuns, mas alguns casos podem levar à morte, principalmente quando associados à insuficiência renal. No Brasil, as taturanas (Lonomia) ou tatarana (do tupi, que significa semelhante ao fogo) são uma frequente causa de envenenamento, com 354 casos relatados entre 1989 e 2005. A letalidade dos casos varia de até 20%, com a causa de morte mais frequentemente sendo a hemorragia intracraniana.
Algumas espécies liberam suas cerdas tóxicas no meio ambiente, onde podem ser inaladas e afetam o trato respiratório superior e inferior. Essas cerdas entram facilmente em edifícios por meio de sistemas de ventilação e se acumulam em ambientes internos devido ao seu tamanho pequeno, o que dificulta sua ventilação.
As farpas afiadas nas pontas dos pêlos da lagarta podem se alojar em tecidos moles e membranas mucosas, como nos olhos. A exposição ocular resulta em esclerite aguda ou oftalmia nodosa; isso se manifesta como conjuntivite simples e progride para uma panoftalmite mais grave quando as cerdas penetram na córnea.